# Беляев, Григорий Николаевич
Григо́рий Никола́евич Беля́ев (1843 — 1916) — луцкий городской голова в 1881—1889 годах, член Государственной думы II, III и IV созывов от Волынской губернии.

## Биография
Православный. Землевладелец Луцкого уезда (1680 десятин, в том числе приобретенное имение при селе Коршеве), домовладелец города Киева (приобретенный дом с усадьбой стоимостью 140 тысяч рублей).
Учился в Курской духовной семинарии, но курса не кончил. Затем выдержал экзамен на звание учителя арифметики и геометрии в уездном училище, слушал лекции на юридическом факультете Харьковского университета.
В 1863—1867 годах был учителем Льговского уездного училища. В 1867 году был назначен исполняющим должность мирового посредника 3-го участка Луцкого уезда, в 1870 — переведен во 2-й участок, а в 1875 — в 1-й участок. В 1872—1875 годах исполнял должность Луцкого уездного предводителя дворянства.
В 1881—1889 годах избирался Луцким городским головой. В 1890 году был избран участковым мировым судьей, а в 1896—1905 годах состоял председателем съезда мировых судей округа. Несколько трехлетий был почетным мировым судьей Луцкого судебно-мирового округа.
Кроме того, состоял почетным народным учителем, почетным попечителем основанного им в Коршеве одноклассного народного училища (с 1875) и Луцкой городской больницы (с 1884), а также директором Луцкого уездного тюремного отделения (с 1893).
В 1904 году вышел в отставку, дослужившись до чина действительного статского советника (1903). Назначался, а после введения земства в Западном крае — избирался гласным Луцкого уездного и Волынского губернского земства. В своем имении устроил образцовое хозяйство. Был членом Бессарабской партии центра, а затем Всероссийского национального союза. Входил в ревизионную комиссию ВНС (1908—1916).

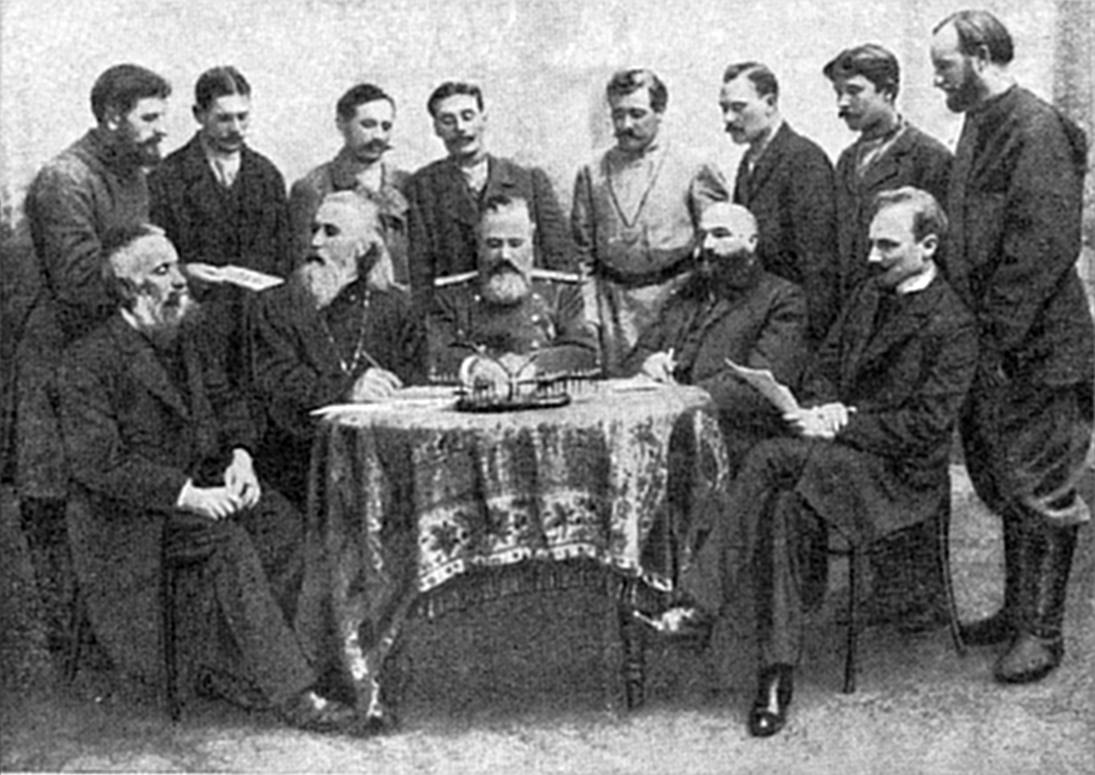
Члены 2-й Государственной думы от Волынской губернии: Г. Н. Беляев — второй справа, сидит.

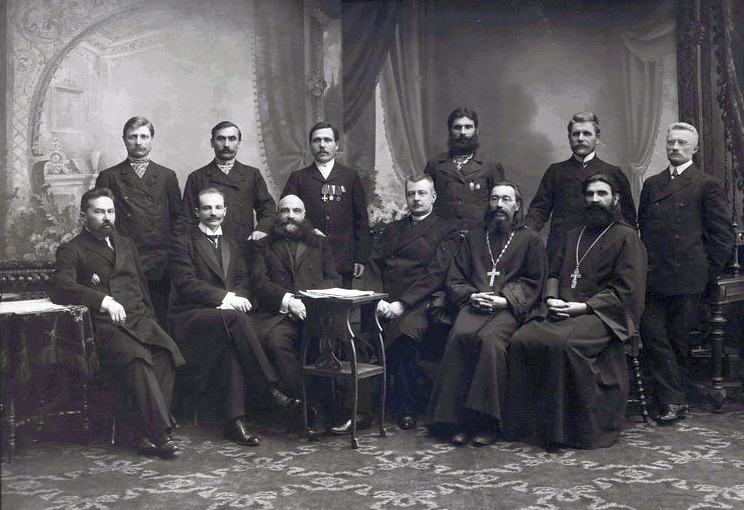
Депутаты Государственной думы Российской империи III созыва от Волынской губернии. Стоят: Клименко Т. И., Андрейчук М. С., Никитюк Я. С., Данилюк Я. Г., Герасименко Е. В., Березовский П. В.; сидят: Клопотович В. Ф., Шульгин В. В., Беляев Г. Н., Волконский В. В., Кириллович Д. Ф., Баранович Д. Я.

В феврале 1907 года был избран членом II Государственной думы от Волынской губернии. Входил во фракцию «Союза 17 октября» и группу правых и умеренных. Выступал по аграрному вопросу: утверждал, что принудительное отчуждение частновладельческих земель приведет к экономическим потерям и социальному кризису.
В октябре 1907 избран членом III Государственной думы от Волынской губернии. Входил во фракцию умеренно-правых, с 3-й сессии — в русскую национальную фракцию. Состоял членом комиссий: распорядительной, по запросам, сельскохозяйственной и о мерах борьбы с пьянством.
В октябре 1909 года принимал участие в Западно-русском съезде в Киеве, организованном Киевским клубом русских националистов.
На выборах в IV Государственную думу состоял выборщиком по Луцкому уезду от русского отделения съезда землевладельцев. 4 июля 1913 на дополнительных выборах был избран вместо Г. Е. Рейна от съезда землевладельцев. Входил во фракцию русских националистов и умеренно-правых (ФНУП), после её раскола в августе 1915 — в группу сторонников П. Н. Балашова. Состоял членом комиссий: по запросам, распорядительной, сельскохозяйственной и  продовольственной.
В годы Первой мировой войны представлял Думу в Особом совещании для обсуждения и объединения мероприятий по продовольственному делу.
Умер в 1916 году от воспаления легких.

## Семья
Был женат, имел двоих детей, среди которых:
- Анатолий (1871—1934), Луцкий уездный предводитель дворянства, член Государственного совета по выборам.

## Награды
- Орден Святой Анны 3-й ст. (1875)
- Орден Святого Станислава 2-й ст. (1885)
- Орден Святой Анны 2-й ст. (1899)
- Медаль «В память царствования императора Александра III» (1896)
- Знак отличия «за поземельное устройство государственных крестьян» (1875)